# Piotr Węgrzyn
Piotr Węgrzyn, Piotr de Hungaria (Petrus Hungarus), Piotr de Lobentas (ur. w Balpotoku) – szlachcic polski, herbu Gozdawa, pierwszy zasadźca wsi w Bieszczadach.
Nazwisko Piotra spotykamy po raz pierwszy w dokumencie erekcyjnym parafii w Humniskach z roku 1409. Podpisał się w nim jako Piotr „hares de Lobetans”. Wspomniany Piotr zdaje się być również identycznym Piotrem de Hungaria, któremu Kazimierz III Wielki nadal w dniu 25 czerwca 1361 roku puste miejscowości we wsi Boiska. Kodeks Dypl. Małopolski III, s. 741, 1361, podaje że Zboiska – „Boyscza ad Sanctum Petrum in Bukowsko in Flumine Sanoczek sita” w roku 1361 dzięki nadaniom Kazimierza Wielkiego stały się własnością rycerzy przybyłych z Węgier, braci Piotra i Pawła Balów, Ball. Przywilej królewski pod tą samą datą wymienia również inne wsie będące we władaniu Piotra i Pawła, a mianowicie Wisłok, Radoszyce, Jurowce, Srogów, Dydnię, Temeszów i inne. Za te oraz inne nadania on oraz jego bracia mieli stawiać się na wyprawy wojenne z dwoma łucznikami. Piotr więc jest protoplastą całego rodu, który bierze nazwisko początkowo ze Zboisk, a potem nazywają się Balami z Nowotańca, a następnie z Hoczwi. Miał jedynego syna Macieja (Mathias) (zw. Niger).
Bracia są protoplastami Balów, Humnickich, Bireckich, Jurjowskich i Dydyńskich

## Literatura
Prof. Przemysław Dąbkowski w pracy „Szkice z życia szlachty ziemi sanockiej” wyraża przypuszczenie, że mogli to być Niemcy, przybyli z Węgier. Imiona ich nie są przecież węgierskie, lecz kosmopolityczne. Prawdopodobnie przybyli z północnego wschodu z m. Bartfeld, gdzie wpływy niemieckie były wówczas bardzo silne. Protoplastami polskiej linii Balów są bracia Piotr i Paweł.